# Wasyl Tur
Wasyl Zacharowycz Tur (ukr. Василь Захарович Тур, ros. Василий Захарович Тур, ur. 1919 we wsi Wilszczanka w obwodzie połtawskim, zm. 13 lipca 1986 w Tatarbunarach) – radziecki działacz gospodarczy i partyjny, Bohater Pracy Socjalistycznej.

## Życiorys
Studiował w Chersońskim Instytucie Rolniczym, od marca 1941 był praktykantem-agronomem w stanicy maszynowo-traktorowej w obwodzie chersońskim, w sierpniu 1941 został na 2 miesiące wcielony do Armii Czerwonej, po zwolnieniu z wojska ukończył w styczniu 1942 Chersoński Instytut Rolniczy ewakuowany do miasta Kattaqoʻrgʻon w Uzbeckiej SRR. Po ukończeniu studiów pracował w Uzbeckiej SRR, potem został ponownie wcielony do Armii Czerwonej i skierowany na Front Stalingradzki, gdzie w styczniu 1943 został ranny i odesłany do szpitala w Saratowie, po wyleczeniu wrócił do Uzbekistanu, a w czerwcu 1944 na Ukraińskiej SRR, gdzie został głównym agronomem rejonowego oddziału rolnego w obwodzie izmailskim. W latach 1949–1952 był kierownikiem rejonowego komitetu wykonawczego, a 1953–1954 przewodniczącym rejonowego komitetu wykonawczego w Tatarbunarach, w 1954 został przeniesiony do rejonu kilijskiego jako sekretarz Komitetu Rejonowego KPU w Kilii, wkrótce został przewodniczącym kołchozu. Od 1975 był zastępcą przewodniczącego Wszechzwiązkowej Rady Kołchoźników. Był deputowanym do Rady Najwyższej Ukraińskiej SRR. Od 1948 należał do WKP(b), od 5 marca 1976 do 23 lutego 1981 był członkiem Centralnej Komisji Rewizyjnej KPZR.

## Odznaczenia
- Medal Sierp i Młot Bohatera Pracy Socjalistycznej (22 marca 1966)[1]
- Order Lenina (trzykrotnie, 26 lutego 1958, 22 marca 1966 i 8 grudnia 1973)
- Order Rewolucji Październikowej (8 kwietnia 1971)
- Order Wojny Ojczyźnianej II klasy (11 marca 1985)
- Order Przyjaźni Narodów (6 marca 1981)
- Order Czerwonej Gwiazdy (6 maja 1965)

I medale.